# Richard Teichmann
Richard Teichmann (* 23. Dezember 1868 in Lehnitzsch bei Altenburg; † 12. Juni 1925 in Berlin) war ein deutscher Schachmeister und Schachkomponist.

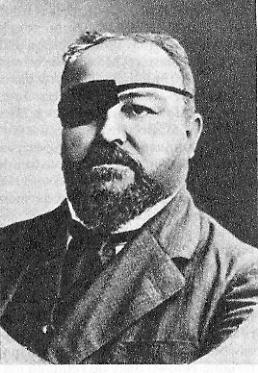
Teichmann, etwa 1900–1910

## Jugend und Studium
Bereits in jungen Jahren verlor Teichmann sein rechtes Auge. Da er kein Kunstauge vertrug, spielte er immer mit einer Augenbinde Schach.
Teichmann studierte Philologie an den Universitäten von Jena und Berlin. Erstmals machte er schachlich auf sich aufmerksam, als er 1890/91 ein Turnier der Berliner Schachgesellschaft gewann.

## Aufenthalt in England
Von 1892 bis 1908 wählte er London als Wohnsitz. Hier wurde er 1892 im Turnier des „Simpson-Divan“ geteilter Zweiter. Gegen Rudolf Loman siegte er 4:0 (+4 =1 −0). 1900 gewann er das Londoner Turnier vor Blackburne, Gunsberg und Mason. Weitere Erfolge waren sein Sieg 1901 im Fünfmeisterturnier des „Simpson-Divan“, der zweite Platz 1904 im Turnier „City of London“ (hinter Napier) und sein Sieg im „Rice-Gambit-Turnier“ des „Metropolitan Club“.

## Internationale Erfolge
Sein erstes internationales Turnier bestritt Teichmann 1894 in Leipzig. Hier wurde er Dritter hinter Tarrasch und Paul Lipke.
Ein bedeutendes Turnier gewann er nur einmal in seinem Leben.  Das war 1911 in Karlsbad, wo er viele namhafte Meister hinter sich ließ. Außerdem gewann er Wettkämpfe gegen Frank Marshall, Jacques Mieses und Rudolf Spielmann. Ein Match gegen Alexander Aljechin endete unentschieden.
Häufig belegte er wegen seiner Vorliebe für friedliche Remisen nur den 5. Platz – den letzten Platz, für den es üblicherweise ein Preisgeld gab. Deshalb wurde ihm auch der Spitzname „Richard V.“ gegeben. Diese Gelder reichten gerade, um seinen bescheidenen Lebensunterhalt zu finanzieren. 1912 wurde er Dritter hinter Oldřich Duras und Akiba Rubinstein bei dem 18. Kongress des Deutschen Schachbundes in Breslau.
Seine beste historische Elo-Zahl betrug 2744. Diese erreichte er im Januar 1912. Er lag zeitweilig auf Platz 5 der Weltrangliste. Teichmann galt als ein hervorragender Eröffnungstheoretiker und Endspielkenner. Er starb 1925 nach einem langen Nierenleiden.

## Partiebeispiele
|   | a | b | c | d | e | f | g | h |   |
| 8 |   |   |   |   |   |   |   |   | 8 |
| 7 |   |   |   |   |   |   |   |   | 7 |
| 6 |   |   |   |   |   |   |   |   | 6 |
| 5 |   |   |   |   |   |   |   |   | 5 |
| 4 |   |   |   |   |   |   |   |   | 4 |
| 3 |   |   |   |   |   |   |   |   | 3 |
| 2 |   |   |   |   |   |   |   |   | 2 |
| 1 |   |   |   |   |   |   |   |   | 1 |
|   | a | b | c | d | e | f | g | h |   |

In der folgenden Partie besiegte Teichmann mit den weißen Steinen Carl Schlechter in Karlsbad 1911.
Teichmann–Schlechter 1:0
Karlsbad, 14. September 1911
Spanische Partie (Geschlossene Verteidigung), C90
1. e4 e5 2. Sf3 Sc6 3. Lb5 a6 4. La4 Sf6 5. 0–0 Le7 6. Te1 b5 7. Lb3 d6 8. c3 0–0 9. d3 Sa5 10. Lc2 c5 11. Sbd2 Dc7 12. Sf1 Sc6 13. Se3 Lb7 14. Sf5 Tfe8 15. Lg5 Sd7 16. Lb3 Sf8 17. Ld5 Sg6 18. Lxe7 Sgxe7 19. Lxf7+ Kxf7 20. Sg5+ Kg8 21. Dh5 Sxf5 22. Dxh7+ Kf8 23. Dxf5+ Kg8 24. Dg6 Dd7 25. Te3 1:0
|   | a | b | c | d | e | f | g | h |   |
| 8 |   |   |   |   |   |   |   |   | 8 |
| 7 |   |   |   |   |   |   |   |   | 7 |
| 6 |   |   |   |   |   |   |   |   | 6 |
| 5 |   |   |   |   |   |   |   |   | 5 |
| 4 |   |   |   |   |   |   |   |   | 4 |
| 3 |   |   |   |   |   |   |   |   | 3 |
| 2 |   |   |   |   |   |   |   |   | 2 |
| 1 |   |   |   |   |   |   |   |   | 1 |
|   | a | b | c | d | e | f | g | h |   |

Die folgende Partie gewann Teichmann mit den schwarzen Steinen in einem Match gegen Alexander Aljechin in Berlin 1921.
Aljechin–Teichmann 0:1
Berlin, 10. Juni 1921
Spanische Partie (Abtauschvariante), C68
1. e4 e5 2. Sf3 Sc6 3. Lb5 a6 4. Lxc6 dxc6 5. Sc3 f6 6. d4 exd4 7. Dxd4 Dxd4 8. Sxd4 Ld6 9. Sde2 Se7 10. Lf4 Le6 11. Lxd6 cxd6 12. 0–0–0 0–0–0 13. The1 Lf7 14. Sd4 The8 15. f3 Kc7 16. a4 b5 17. axb5 axb5 18. b4 Sc8 19. Sf5 g6 20. Se3 Sb6 21. Kb2 d5 22. Td4 f5 23. Ta1 Sc8 24. g4 dxe4 25. Txd8 Kxd8 26. fxe4 f4 27. Td1+ Kc7 28. Tf1 g5 29. Sf5 Sd6 30. Ta1 Sc4+ 31. Kc1 Kb6 32. Sd4 h5 33. gxh5 Lxh5 34. Sb3 f3 35. Sd2 Se3 36. Ta3 f2 37. Sa4+ bxa4 38. Txe3 Td8 0:1

## Schachkomposition
Von Teichmann sind einige Schachaufgaben und Endspielstudien bekannt.

## Sprichwort über Schachtaktik
Richard Teichmann wird oft als Urheber des Sprichworts „Schach ist zu 99% Taktik“ genannt, das allerdings in keiner seiner Publikationen vorkommt. Überliefert ist es als Zitat in einem privaten Gespräch mit dem Schweizer Schachmeister Erwin Voellmy, der später eine Reihe von Taktik-Büchern veröffentlichte. In einem von ihnen schrieb er: ‘Zu meinem Trost hat der grosse Meister und Lehrer Teichmann mir vor Jahren in Zürich auseinandergesetzt (wobei er leicht übertrieb): “Das Schach besteht zu 99% aus Taktik”.’